# Jüdischer Friedhof Eisenstadt (neu)

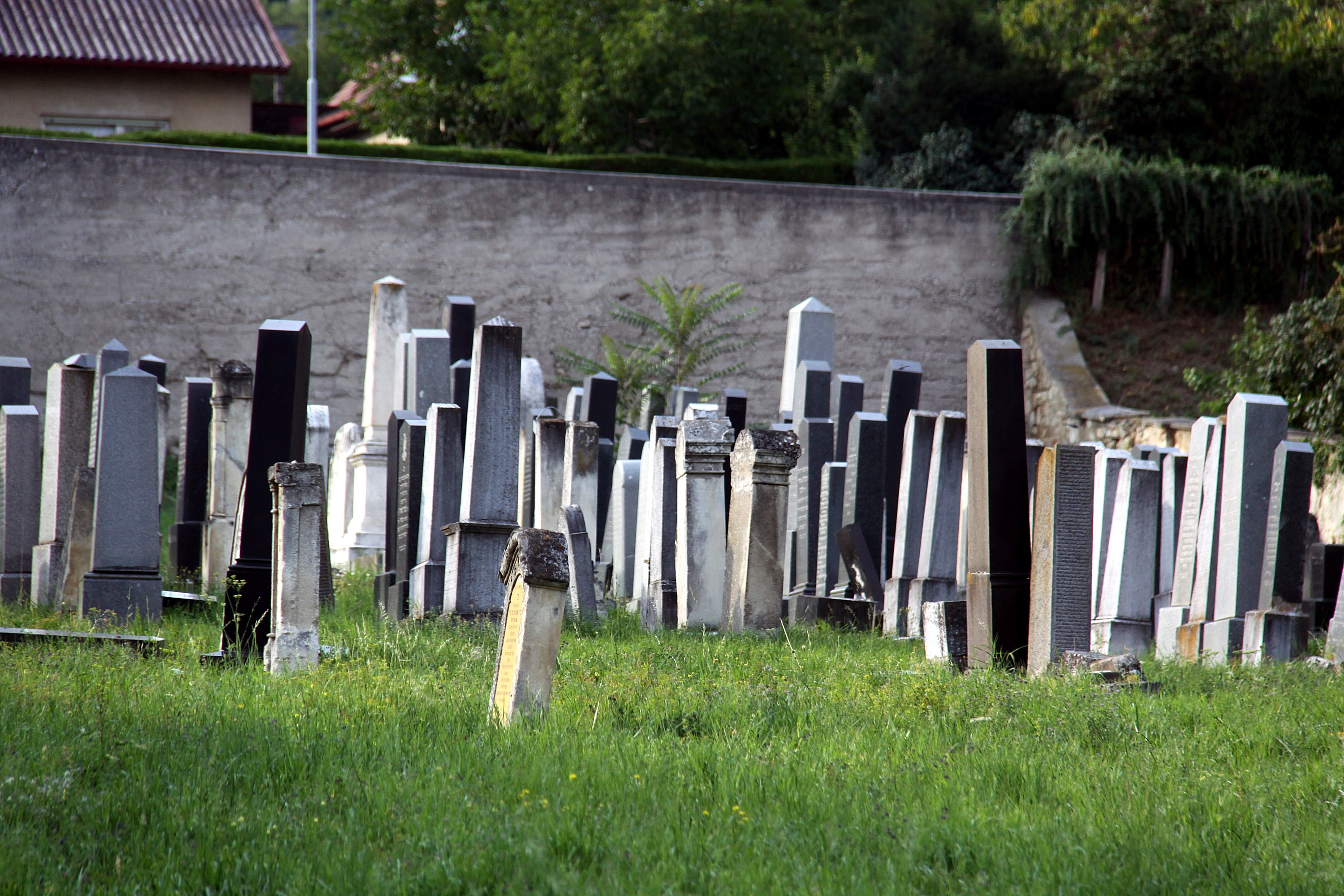
Neuer jüdischer Friedhof in Eisenstadt

Der Neue Jüdische Friedhof Eisenstadt befindet sich in Stadtgemeinde Eisenstadt im Burgenland. Der Jüdische Friedhof steht unter Denkmalschutz.

## Geschichte
Der Neue Jüdische Friedhof wurde 1875 in der Nähe des Alten Jüdischen Friedhofs bei der Wertheimerstraße angelegt. 278 Tote fanden auf ihm ihre letzte Ruhe. Wie auf fast allen jüdischen Friedhöfen im Burgenland gibt es auch auf dem neuen Friedhof nur hebräische Grabinschriften.
Am 31. Oktober 1992 wurde der Friedhof von zwei Männern geschändet und dabei etwa 80 Steine mit Naziparolen beschmiert.
Einer der letzten Juden, die nach 1945 zurückgekehrt waren und in Eisenstadt wohnten, starb im Jahr 2005.